# Todos lo saben
Todos lo saben és una pel·lícula de 2018 dirigida i escrita per Asghar Farhadi. És una coproducció entre Espanya, França i Itàlia, i és protagonitzada per Penélope Cruz, Javier Bardem i Ricardo Darín. El rodatge va començar el 21 d'agost de 2017 a Espanya i finalitzava al desembre del mateix any. La major part del rodatge es va dur a terme en la localitat madrilenya de Torrelaguna, en la Comunitat de Madrid.

## Argument
Laura viatja amb la seva família des de Buenos Aires al seu poble natal a Espanya per a una celebració, però el que havia de ser una breu visita familiar es veu alterada per uns imprevistos que trastoquen per complet les vides dels implicats.

## Repartiment
- Penélope Cruz: Laura
- Javier Bardem: Paco
- Ricardo Darín: Alejandro, el marit de Laura
- Bàrbara Lennie: Bea, l'esposa de Paco
- Inma Cuesta: Ana, la germana petita de Laura
- Elvira Mínguez: Mariana, la germana gran de Laura
- Eduard Fernández: Fernando, el marit de Mariana
- Ramón Barea: Antonio, el pare de Laura
- Sara Sálamo: Rocío, la filla de Mariana i Fernando
- Carla Campra: Irene, la filla de Laura i Alejandro
- Roger Casamajor: Joan, el promés d'Ana
- José Ángel Egido: Jorge, un policia retirat
- Sergio Castellanos: Felipe, l'amic espanyol d'Irene
- Jordi Bosch
- Jaime Lorente: Luis

## Premis i nominacions
XXXIII edició dels Premis Goya
| Categoria                   | Nominats                                                | Resultat |
| --------------------------- | ------------------------------------------------------- | -------- |
| Millor pel·lícula           | Millor pel·lícula                                       | Nominat  |
| Millor direcció             | Asghar Farhadi                                          | Nominat  |
| Millor actor                | Javier Bardem                                           | Nominat  |
| Millor actriu               | Penélope Cruz                                           | Nominat  |
| Millor actor de repartiment | Eduard Fernández                                        | Nominat  |
| Millor guió original        | Asghar Farhadi                                          | Nominat  |
| Millor muntatge             | Hayedeh Safiyari                                        | Nominat  |
| Millor cançó original       | Una de esas noches sin final, composta per Javier Limón | Nominat  |

VI edició dels Premis Feroz
| Categoria                                    | Nominat                                      | Resultat |
| -------------------------------------------- | -------------------------------------------- | -------- |
| Premi Feroz a la millor pel·lícula dramàtica | Premi Feroz a la millor pel·lícula dramàtica | Nominat  |
| Millor actor                                 | Javier Bardem                                | Nominat  |
| Millor actriu                                | Penélope Cruz                                | Nominat  |
| Millor actor de repartiment                  | Eduard Fernández                             | Nominat  |
| Millor actriu de repartiment                 | Bàrbara Lennie                               | Nominat  |
| Millor tráiler                               | Asghar Farhadi                               | Nominat  |

## Crítica
- "És la pel·lícula més feble de Farhadi, però segueix sent millor que la gran majoria de drames comercials (...) Manca la precisió, o l'ambició, dels treballs anteriors de Farhadi."[3]
- "Todos lo saben té els ingredients típics dels millors treballs de Asghar Farhadi (...) El resultat és un híbrid estrany i decebedor que és meitat thriller xerraire, meitat drama familiar"[4]
- "El punt fort de Farhadi és evocar dilemes morals contemporanis a través de relacions melodramàtiques (...) Farhadi està incòmode amb els elements còmics i paròdics"[5]